# بلندی (فیلم ۱۹۹۰)
بلندی (اردو: بلندی) فیلمی پاکستانی است که در سال ۱۹۹۰ منتشر شد. از بازیگران آن می‌توان به شان شاهید اشاره کرد.